# サンガブリエル
サンガブリエル（西: San Gabriel）は、アメリカ合衆国カリフォルニア州ロサンゼルス郡のサンガブリエルバレーの都市。人口は3万9568人（2020年）で、約半数は中国系アメリカ人である。名称はスペイン語由来だが、英語圏での発音は「サンゲイブリエル」が一般的である。

## 歴史
サンガブリエルの歴史は古く「ロサンゼルス発祥の地」と目されることがある。1771年、カトリックのスペイン人宣教師がサンガブリエル伝道所（en:Mission San Gabriel Arcángel）を設立した。この伝道所は21あったカリフォルニア・ミッションの一つであり、ロサンゼルス地域の布教の中心だった。伝道所は現在でも活動している。

## サンガブリエル劇場

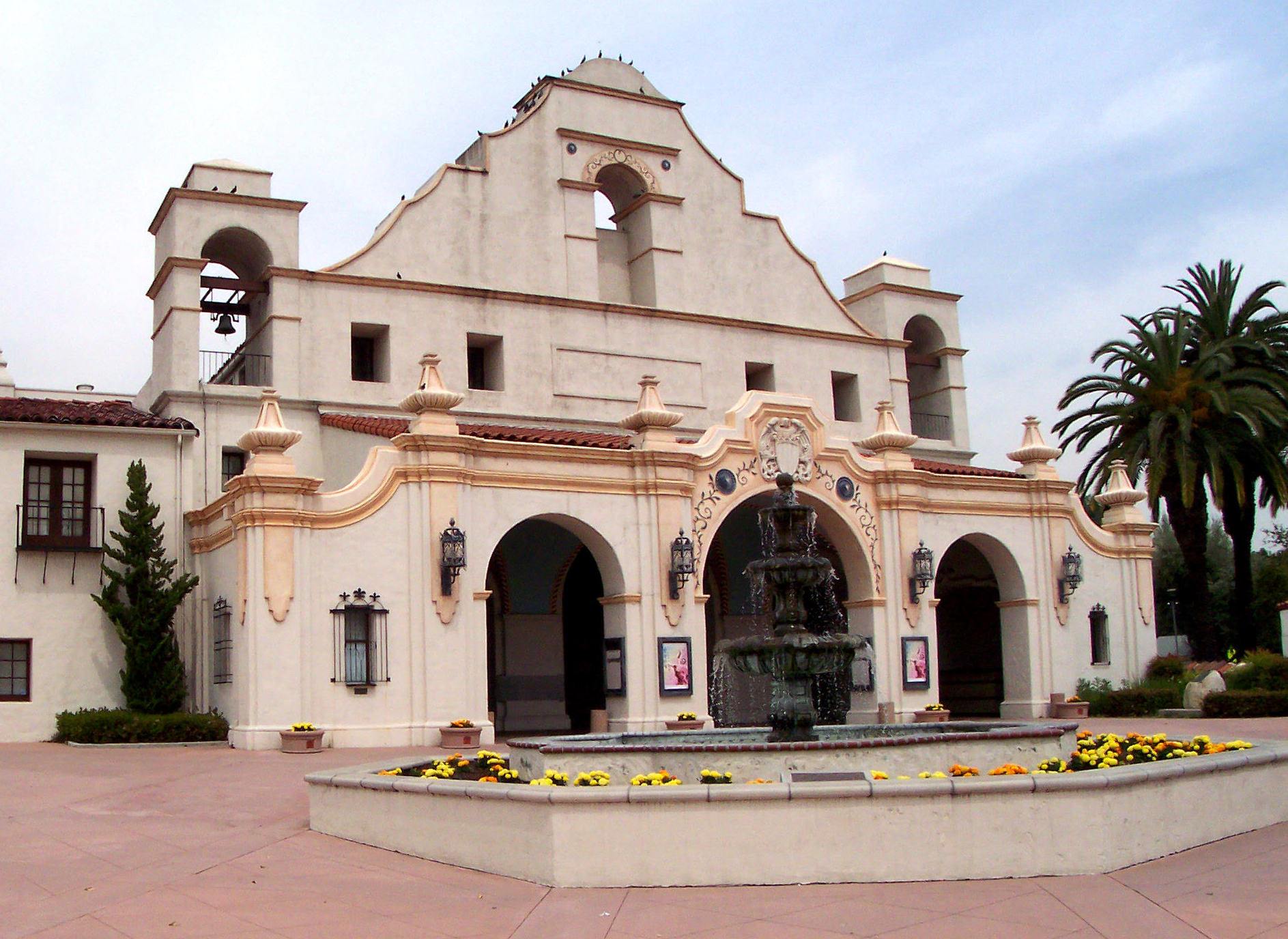
サンガブリエル劇場

サンガブリエル伝道所の隣接地に1927年に建てられた劇場で、「ミッション・プレイ」（en:The Mission Play）と呼ばれる宗教劇が上演され人気を博した。劇場はスパニッシュ・ミッション様式の華麗な建物で1,387人を収容できる。1945年以降はサンガブリエル市が所有している。

## 教育

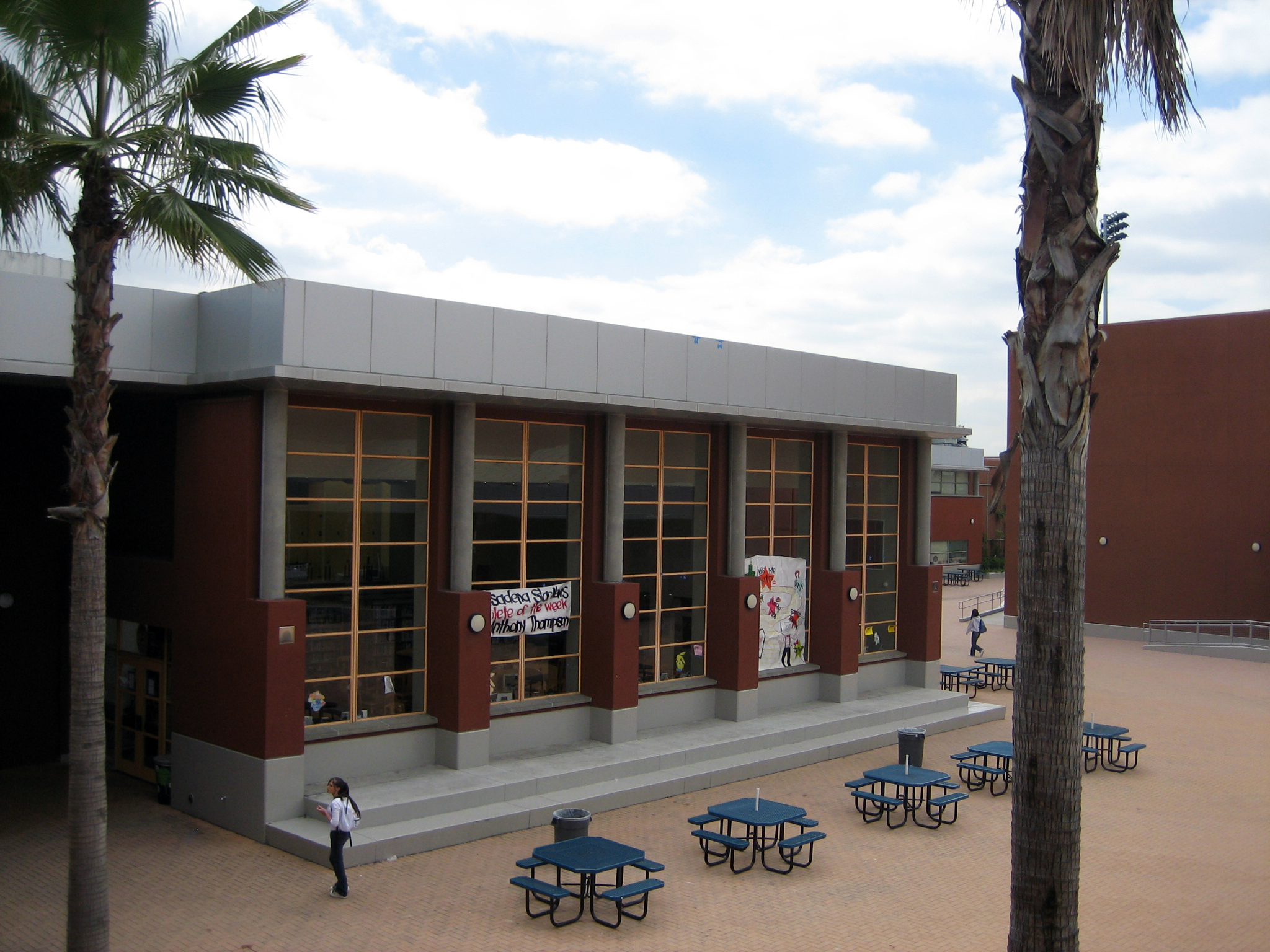
ガブリエリーノ高校

- クーリッジ小学校
- サンガブリエルミッション小学校
- サンガブリエル小学校
- ルーズベルト小学校
- サンガブリエル高校
- ガブリエリーノ高校
- サンガブリエルミッション高校